# Лечугілья

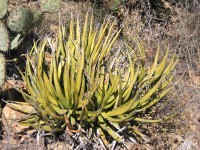
Agave lechuguilla — рослина, яка дала назву пустелі

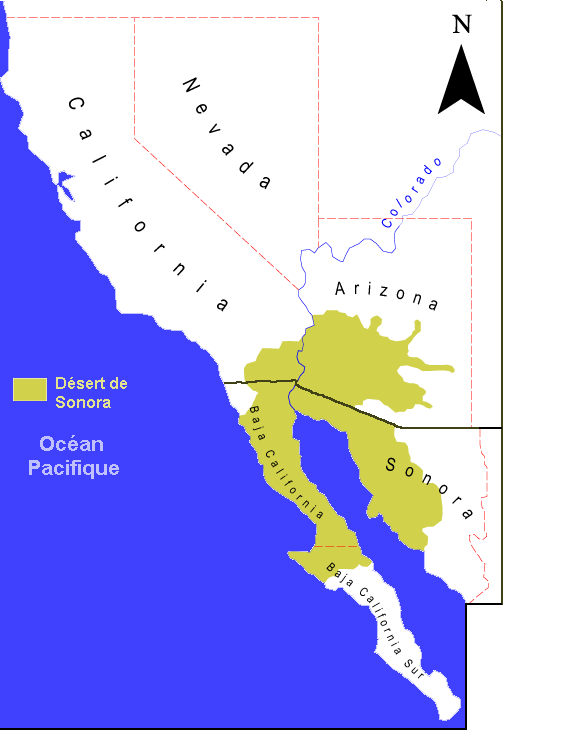
Карта пустелі Сонора

Лечугілья (англ. Lechuguilla) — невелика пустеля в Північній Америці, яка є частиною пустелі Сонора. Розташована в районі американо-мексиканського кордону в південно-західній частині американського штату Аризона.
Територія пустелі використовується як полігон військово-повітряних сил США ім. Баррі Голдвотера.
Пустеля отримала свою назву від рослини роду агава — Agave lechuguilla, яка там росте у великих кількостях.